# 64 Ozumo
64 Ōzumō (64大相撲 Rokujūyon Ōzumō?,  betyder 64 Professional sumobrottare) är ett sumobrottningsspel för Nintendo 64, som endast gavs ut i Japan 1997. Spelet simulerar olika aspekter av sumobrottarens liv, till exempel dieter och träning.